# Pat Green
Patrick Craven Green (San Antonio (Texas), 5 april 1972) is een Amerikaanse countrygitarist en singer-songwriter. Actief sinds 1995, heeft hij in totaal zeven studioalbums opgenomen, waaronder verschillende onafhankelijke werken, drie voor Republic Records en twee voor BNA Records. Vijftien van zijn singles staan in de Billboard Hot Country Songs-hitlijsten, waarvan de hoogste piek de #3 Wave on Wave is van zijn met goud gecertificeerde album met dezelfde naam.

## Biografie
Green begon zijn muziekcarrière als 18-jarige bij Texas Tech met kleine optredens in bars en clubs rond Lubbock. In 1995 nam Green onafhankelijk een serie albums op, geproduceerd door Lloyd Maines, met geld dat hij van zijn ouders had geleend. Green zette zich pas volledig in voor zijn muziekcarrière in 1997, toen zijn stiefvader hem ontsloeg van zijn baan als brandstofgroothandelaar. Green telde zijn geld van een weekend zingen en zijn stiefvader wist dat hij motivatie nodig zou hebben om zijn carrière als muzikant volledig na te streven. Nadat hij zich op muziek had toegelegd, trok Green de aandacht van Willie Nelson en nam hij deel aan een tournee met Nelson en verschillende andere beroemde countrymuzikanten. Greens optreden op de Willie Nelson 4 juli Picnic 1998 was zijn eerste stap op weg naar landelijke erkenning en hij speelde al snel uitverkochte shows in Texas. Green werd gesponsord door Miller Lite en verkocht meer dan 250.000 albums, zelfs zonder een platencontract van een groot label te ondertekenen. Greens eerste opgenomen album Three Days werd opgenomen door een major label. Zijn beste pre-major songs en nieuwe tracks werden verbeterd met moderne geluidstechniek. Het album werd in 2001 met veel lof uitgebracht. Het avontuurlijke, door The Beatles beïnvloede Wave on Wave, werd uitgebracht in 2003 en het titelnummer bereikte tegen het einde van het jaar #3 in de hitlijsten. Het album bevatte popbloei en geluidstechniek, die stapsgewijs meer gecomprimeerd was dan dat van Three Days, maar dramatisch meer dan dat van zijn onafhankelijke publicaties. Het christelijk getinte titelnummer blijft Greens topcarrièrehit.
Greens periode halverwege de jaren 2000 was bedoeld om te profiteren van zijn commerciële prestatie van Wave on Wave. Hij behaalde wat kritisch en populair succes, maar kon zijn eerdere succes niet evenaren. Eind 2004 was Lucky Ones Greens derde en laatste cd-uitgave bij Universal Records/Republic Records. Ondanks de zwakke ondersteuning van het label, piekte het album op #6 in de Amerikaanse countryhitlijsten. Green sloot zich aan bij populaire countrymuziekartiesten, waaronder Keith Urban, Gretchen Wilson, Dave Matthews Band en Kenny Chesney tijdens grote tournees. Green bracht zijn album Cannonball uit in 2006. CMT betwijfelde of het album reikte naar het ongeïnspireerde popgeluid van het hedendaagse Nashville (Tennessee), met nummers die qua klank te veel overeenkomsten schijnen te vertonen en de grens overschrijden naar de Nashville-pop en misschien niet eerlijk en natuurlijk zijn. Green erkende dat hij hits nodig had om de carrière die hij wilde, in stand te houden. In 2008 bracht hij Let Me uit als de eerste single, van wat zijn laatste door een label uitgebrachte album What I'm For zou worden. De single bereikte #12 in de countryhitlijsten, wat Green zijn eerste Top 20-single opleverde, sinds Feels Just Like It Should #13 bereikte in 2006. Aanvankelijk werd Country Star uitgebracht als de tweede single, maar deze werd kort daarna ingetrokken. het titelnummer What I'm For kreeg airplay. Country Star piekte op #32 en What I'm For piekte op #28 in de countryhitlijsten in juli 2009. Green nam kort daarna afscheid van BNA.
Toen hij in 2011 uit de business was verdwenen, kondigde Green zijn terugkeer naar Texas en de onafhankelijke muziek aan. Op 2 september 2014 bracht Taste of Country de officiële songtekstvideo in première voor het nieuwe nummer Girls from Texas met Lyle Lovett. Op 16 september 2014 werd Girls from Texas beschikbaar gesteld op iTunes. Op 18 mei 2015 bracht Green de nieuwe single While I Was Away uit. De video, een eerbetoon aan ouders die ver weg zijn, ging op 22 mei in première op People.com. While I Was Away werd opgenomen in de Showdown Hall of Fame van Taste of Country, na het winnen van vijf opeenvolgende door fans gestemde ronden tegen artiesten als Blake Shelton, Dierks Bentley, Cassadee Pope en David Nail. Greens in eigen beheer uitgebrachte Home debuteerde op 14 augustus 2015 op digitale media en kwam op #5 in de Top Country Albums-hitlijst. Het album bevat optredens van Lyle Lovett, Sheryl Crow en anderen. De twaalfde single Day One van het album werd op 2 mei 2016 uitgebracht op de radio van Texas. Green bracht in eigen beheer de single Drinkin' Days uit op 26 mei 2017. Op zijn 46e verjaardag op 5 april 2018 werd Dancehall Dreamin': A Tribute to Pat Green uitgebracht. Het album bevat covers van tien Pat Green-hits, samen met commentaar bij elk nummer. Op 20 juli 2018 bracht hij wereldwijd de single Friday's Comin' uit.

## Privéleven
Green werd geboren in San Antonio als zoon van Craven Earl Green en Patricia Burgess. Hij groeide op in Waco (Texas), waar hij de Vanguard College Preparatory School bezocht voor de rangen 7–12. Greens vader was een voormalige luchtmachtofficier en toneelacteur, die de liefde voor muziek van zijn zoon beïnvloedde. Zijn ouders scheidden toen hij zeven was. Zijn moeder hertrouwde later. Na de middelbare school ging Green naar de Texas Tech University, waar hij lid was van de FarmHouse-broederschap. Green is een fervent fan van de Texas Rangers uit de Major League Baseball. I Like Texas, een nummer van zijn in 1995 in eigen beheer uitgebrachte album Dancehall Dreamer, is aangenomen als het overwinningslied van de Rangers.

## Discografie

### Singles
- 2001:	Texas On My Mind (met Cory Morrow)
- 2001: Carry On
- 2002:	Three Days
- 2003:	Wave on Wave
- 2003:	Winter Wonderland
- 2004:	Guy Like Me
- 2004: Don't Break My Heart Again
- 2005:	Somewhere Between Texas and Mexico
- 2005: Baby Doll
- 2006:	Way Back Texas
- 2006:	Feels Just Like It Should
- 2007:	Dixie Lullaby
- 2007: Way Back Texas"
- 2008:	Let Me
- 2009:	Country Star
- 2009: What I'm For
- 2012:	All Just To Get To You
- 2012: Austin
- 2012: Even the Losers
- 2014:	Girls from Texas (met Lyle Lovett)
- 2016:	Day One
- 2017:	Drinkin' Days

### Gastsingles
- 2001:	Texas in 1880 - Radney Foster - Are You Ready for the Big Show?
- 2011:	My Texas - Josh Abbott Band	- Small Town Family Dream

### Studioalbums
- 1995: Dancehall Dreamer (Greenhorse Records, Inc.)
- 1997: George's Bar (Greenhorse Records, Inc.)
- 2000: Carry On (Universal Distribution)
- 2001: Three Days (Universal Records/Republic)
- 2003: Wave on Wave (Universal Records/Universal South Records)
- 2004: Lucky Ones (Universal/Republic)
- 2006: Cannonball (BNA Records)
- 2009: What I'm For (BNA Records)
- 2012: Songs We Wish We'd Written II (Sugar Hill Records)
- 2015: Home (Greenhorse Music)

### Livealbums
- 1998: Here We Go (Live) (zelf uitgebracht)
- 1999: Live at Billy Bob's Texas (Smith Music Group)

### Samenwerkende albums
- 2001: Songs We Wish We'd Written (met Cory Morrow) (Write On)

### Muziekvideo's
- 2001:	Carry On
- 2001: Texas In 1880
- 2002:	Three Days
- 2003:	Wave on Wave
- 2004:	Don't Break My Heart Again
- 2005:	Baby Doll
- 2006:	Feels Just Like It Should
- 2006: Dixie Lullaby
- 2012:	All Just to Get to You
- 2015:	While I Was Away

- Bibliothèque nationale de France: cb16620965h (data)
- Gemeinsame Normdatei: 135403928
- International Standard Name Identifier: 0000 0000 5550 8072
- Library of Congress Control Number: no2002039308
- MusicBrainz: 0b610792-6d9b-45a4-b5de-0304b4007c3f
- Nationale Bibliotheek van Tsjechië: xx0167389
- Virtual International Authority File: 178149196548274792527
- WorldCat: E39PBJfrTdDRvw6jwQP3kwWRrq